# عفنة أليفة الرطوبة
عفنة أليفة الرطوبة (الاسم العلمي:Mucor hygrophilus) هي نوع من الفطريات تتبع جنس العفنة من الفصيلة العفنية.